# 特維克州
特維克州（英語：Twic）是南蘇丹曾经的一个州，位在該國北部。人口343,410人（2014年），首府马延阿本（Mayen Abun），下轄6郡。

## 行政區劃
下轄6郡：
- Akoc
- Panyok
- Wunrok
- Ajak
- Turalei
- Aweng